# Ластівка ефіопська
Ластівка ефіопська (Hirundo aethiopica) — вид горобцеподібних птахів родини ластівкових (Hirundinidae). Поширений в Африці південніше Сахари.

## Поширення
Його ареал охоплює Сенегал, Гамбію, Гвінею, Малі, Кот-д'Івуар, Буркіна-Фасо, Нігер, Гану, Того, Бенін, Нігерію, Камерун, Екваторіальну Гвінею, Центральноафриканську Республіку, Чад, Судан, Еритрею, Ефіопію, Джибуті, Сомалі, Кенію, Уганду і Танзанію.

## Опис
Вид темно-синій зверху, черево бліде. Є червона зона на лобі. Ефіопська ластівка зазвичай має довжину 13 см і важить 10-17 г.